# Cosmarium nordstedtii
Cosmarium nordstedtii là một loài Song tinh tảo trong họ Desmidiaceae, thuộc chi Cosmarium.